# 南部横貫公路

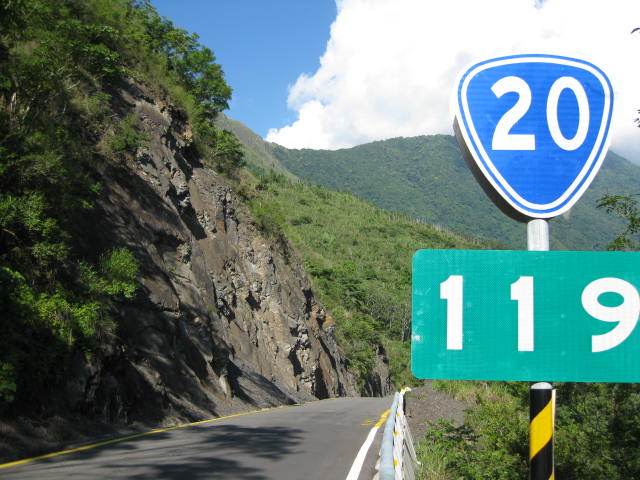
南部横貫公路（台20線）の119キロポスト。

南部横貫公路（なんぶおうかんこうろ）は、台湾の南部を東西に横断する唯一の自動車道である。一般には「南横公路」と呼ばれる。
台南市玉井区の省道台3線との交差点を起点とし、北寮・甲仙・荖濃・宝来・桃源・梅蘭・梅山口・中の関・天池・檜谷・関山埡口（最高点は標高2722m）・向陽・摩天・利稲・霧鹿・新武・初来などを経て台東県関山鎮の徳高陸橋に至る、全長約182.6kmの省道である。
計画段階では「南部横貫公路」と呼ばれていたが、開通後は「省道台20線」の呼称が定着している。1972年10月31日に全線開通し、現在に至っている。
公路総局は、台20線の南横公路の高雄梅山口から台東向陽までの間（109K～149K）台風8号（モーラコット）の影響で、多くの場所で道路が崩れ落ち、交通が中斷して、居民の生活及び観光產業に多大な影響を齎した事を指摘しました。